# Levinovac
Levinovac falu Horvátországban Verőce-Drávamente megyében. Közigazgatásilag Suhopoljéhoz tartozik.

## Fekvése
Verőce központjától légvonalban 17, közúton 25 km-re délkeletre, községközpontjától légvonalban 11, közúton 16 km-re délre, Nyugat-Szlavóniában, a Papuk-hegységben, a Verőcéről Daruvárra menő főúttól és vasútvonaltól keletre, a megyehatárnál fekszik. Szétszórt házcsoportokból álló hegyvidéki település. Településrészei: Bing Pustara, Ciganska Dolina, Mitrovica, Lička Kosa, Drum és Čatinac.

## Története
A falutól 500 méterre, Levinovac és Velika Klisa között található Budim nevű magaslaton a középkorban valószínűleg vár állt, melynek feltárása még nem történt meg. A mai település 19. század végén keletkezett a Bilo-hegység területén, a Dmitrovec-erdőben végzett erdőirtással. Verőce vármegye Verőcei járásának része volt. A településnek 1890-ben 122, 1910-ben 530 lakosa volt. 1910-ben a népszámlálás adatai szerint lakosságának 77%-a horvát, 14%-a magyar, 6%-a szerb anyanyelvű volt. Az I. világháború után 1918-ban az új szerb-horvát-szlovén állam, majd később (1929-ben) Jugoszlávia része lett. 1991-ben 442 főnyi lakosságának 98%-a horvát nemzetiségű volt. A délszláv háború idején Levinovac és Mala Klisa között húzódott a horvát 127. verőcei dandár védelmi vonala. 1991. november 9-én és 10-én súlyos harcok folytak itt a szerb támadók és a horvát védelmi erők között, melyek során a horvátok sikeresen megtartották a védelmi vonalat. 2011-ben a településnek 188 lakosa volt.

## Lakossága
| Lakosság változása | Lakosság változása | Lakosság változása | Lakosság változása | Lakosság változása | Lakosság változása | Lakosság változása | Lakosság változása | Lakosság változása | Lakosság változása | Lakosság változása | Lakosság változása | Lakosság változása | Lakosság változása | Lakosság változása | Lakosság változása |
| ------------------ | ------------------ | ------------------ | ------------------ | ------------------ | ------------------ | ------------------ | ------------------ | ------------------ | ------------------ | ------------------ | ------------------ | ------------------ | ------------------ | ------------------ | ------------------ |
| 1857               | 1869               | 1880               | 1890               | 1900               | 1910               | 1921               | 1931               | 1948               | 1953               | 1961               | 1971               | 1981               | 1991               | 2001               | 2011               |
| 0                  | 0                  | 0                  | 122                | 0                  | 530                | 922                | 1.110              | 1.215              | 1.317              | 1.121              | 894                | 537                | 442                | 282                | 188                |

(1910-ig településrészként.)

## Nevezetességei
A falutól 500 méterre Velika Klisa irányában található Budim nevű magaslaton a középkorban valószínűleg vár állt. A domb lábánál elhagyatott pravoszláv temető található.

## Oktatás
A településen a suhopoljei elemi iskola alsó tagozatos területi iskolája működik. Az iskola épülete 1947-ben épült, mivel a régi épület a II. világháborúban elpusztult. 2018-ban mindössze három tanulója volt egy tanítónő, Adrijana Ivanković felügyelete alatt.